# Tratado de Atenas

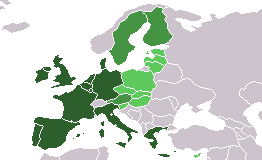
Países relacionados con el tratado, los nuevos miembros en verde claro y los antiguos en verde más oscuro.

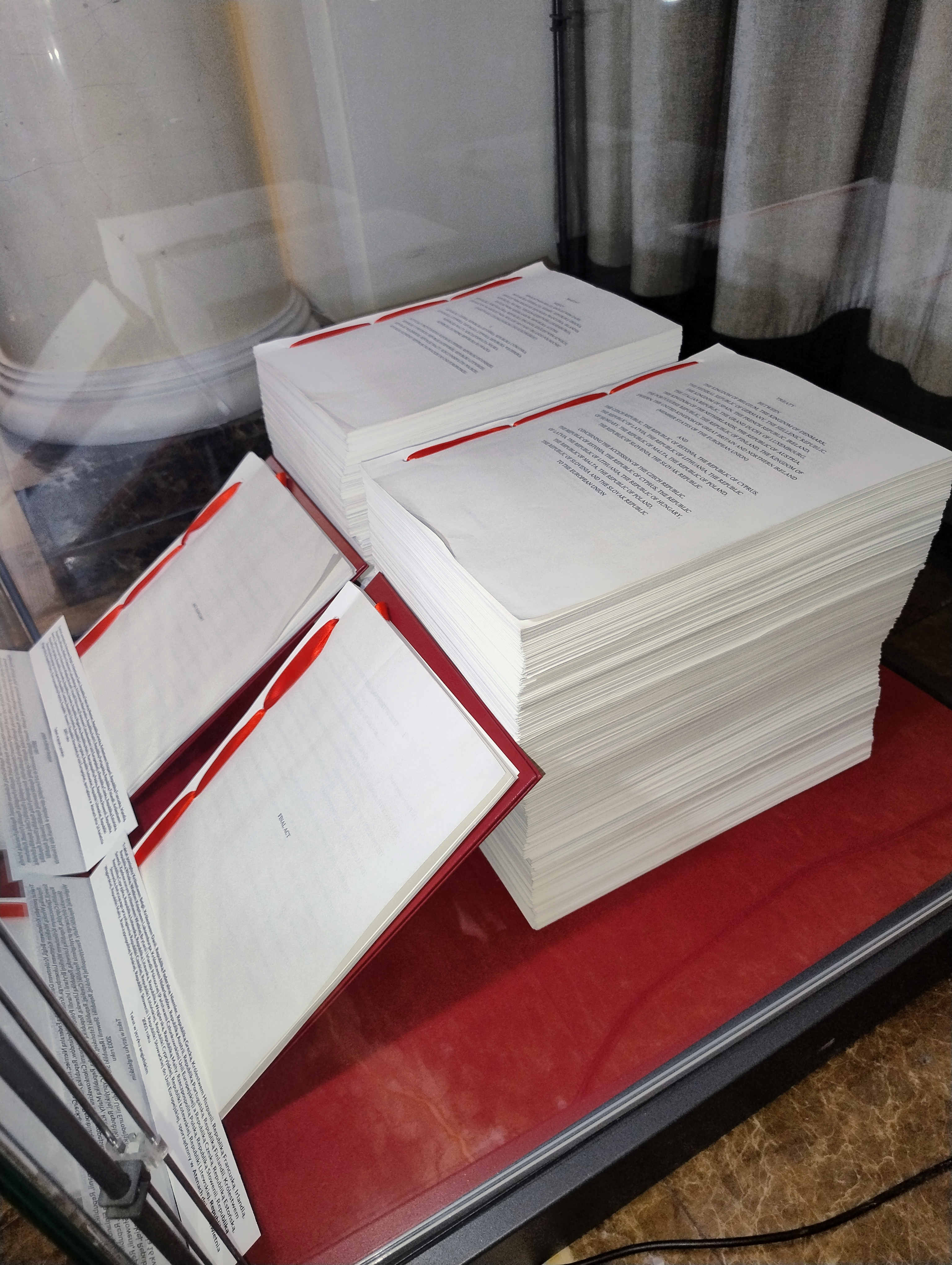
Tratado de Atenas

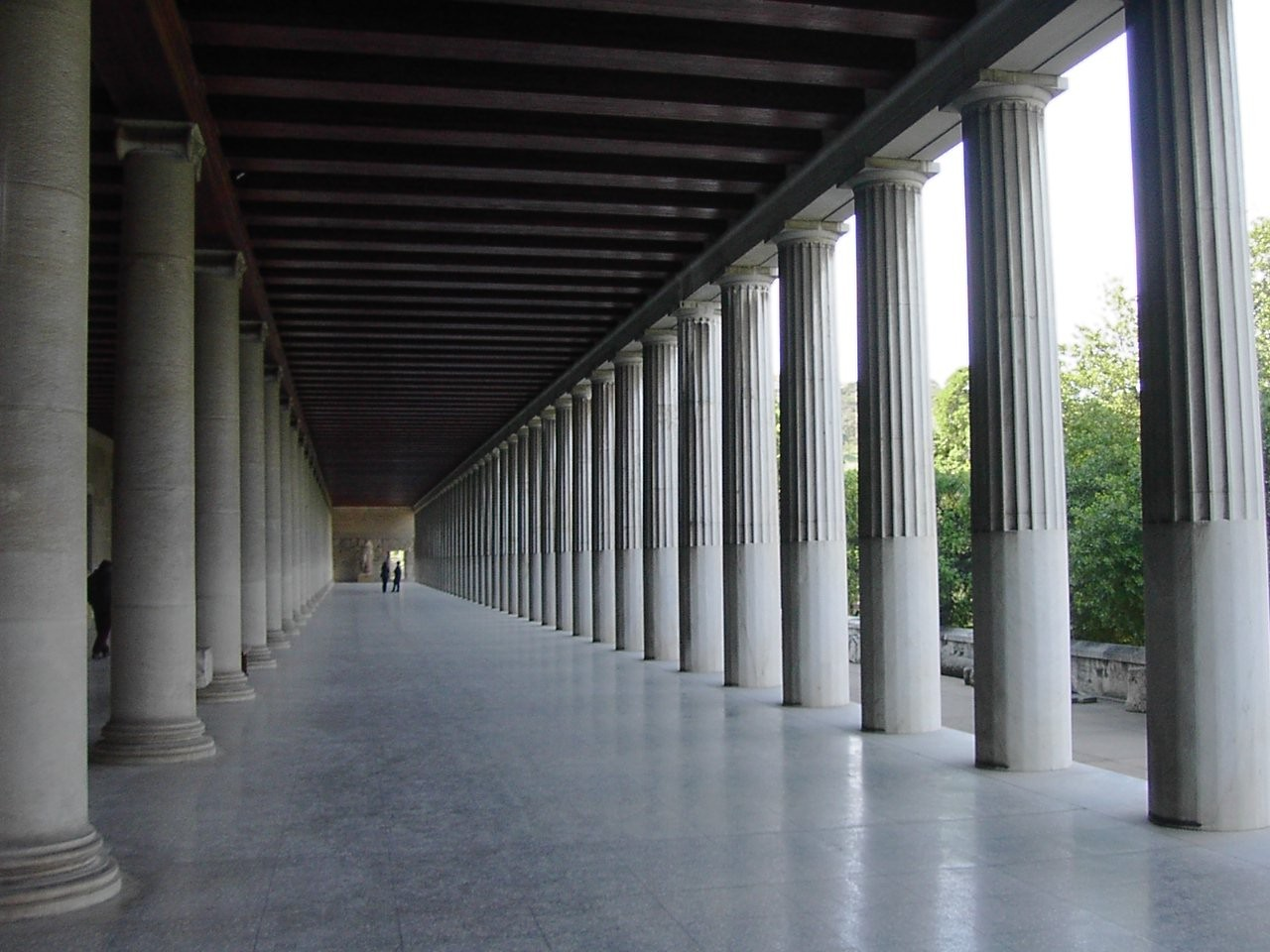
La reconstruida Stoa de Átalo, donde se firmó el tratado.

El Tratado de Atenas fue el acuerdo producido entre la Unión Europea y diez países (República Checa, Estonia, Chipre, Letonia, Lituania, Hungría, Malta, Polonia, Eslovenia y Eslovaquia), que establecía la adhesión de estos países a la UE. Al mismo tiempo cambió un gran número de puntos que se trataban originalmente en el Tratado de Niza.
El tratado fue firmado el 16 de abril de 2003 en Atenas, Grecia y entró en vigor el 1 de mayo de 2004, día de la ampliación de la Unión Europea.
La Unión Europea comprende un gran número de estructuras legales que son el resultado de sucesivos tratados internacionales. El Tratado de Atenas modifica:
- el Tratado de Roma (que estableció la Comunidad Económica Europea),
- el Tratado de Roma (que estableció la Comunidad Europea de la Energía Atómica)
- el Tratado de Maastricht (que estableció la Unión Europea)

así como otros tratados que juntos forman el actual marco legal (acervo) de la Unión.
Estos cambios incluyeron el modo en el que el Voto por Mayoría Cualificada iba a llevarse a cabo en el Consejo de la Unión Europea.
El nombre completo del tratado en su versión original en inglés es: 

Treaty between the Kingdom of Belgium, the Kingdom of Denmark, the Federal Republic of Germany, the Hellenic Republic, the Kingdom of Spain, the French Republic, the Republic of Ireland, the Italian Republic, the Grand Duchy of Luxembourg, the Kingdom of the Netherlands, the Republic of Austria, the Portuguese Republic, the Republic of Finland, the Kingdom of Sweden, the United Kingdom of Great Britain and Northern Ireland (Member States of the European Union) and the Czech Republic, the Republic of Estonia, the Republic of Cyprus, the Republic of Latvia, the Republic of Lithuania, the Republic of Hungary, the Republic of Malta, the Republic of Poland, the Republic of Slovenia, the Slovak Republic, concerning the accession of the Czech Republic, the Republic of Estonia, the Republic of Cyprus, the Republic of Latvia, the Republic of Lithuania, the Republic of Hungary, the Republic of Malta, the Republic of Poland, the Republic of Slovenia and the Slovak Republic to the European Union.